# Shana Morrison
Shana Caledonia Morrison (Kingston, Nueva York, Estados Unidos, 7 de abril de 1970) es una cantante y compositora estadounidense, hija del cantante norirlandés Van Morrison.

## Infancia
Morrison creció en Marin County, California y creció pasando tiempo en casas separadas de sus padres, Van Morrison y Janet "Planet" Rigsbee Minto, quienes se habían divorciado cuando ella tenía tres años. Comenzó a trabajar los fines de semana en una tienda de discos de sus abuelos paternos, George y Violet, después de que se trasladasen de Irlanda del Norte a California. 

## Carrera musical
Morrison comenzó su carrera cantando en actuaciones y en coros en su escuela secundaria. Después de graduarse en la Universidad Pepperdine en 1993, comenzó a acompañar a su padre de gira durante un año. Debutó en su disco de 1994, A Night in San Francisco, y participó también en la grabación del álbum Days Like This. Poco después, volvió a Marin County y formó su propia banda, Caledonia.
Desde 1996, estableció su propia carrera musical y comenzó a ofrecer conciertos de forma regular. Su primer disco, Caledonia, fue publicado por Belfast Violet Records en 1998. Su siguiente trabajo, Everybody's Angel, supuso una colaboración con el guitarrista Roy Rogers. Su tercer álbum, 7 Wishes, fue grabado en 2002 bajo el sello Vanguard Records y fue producido por Steve Buckingham. En 2006 vio la luz That's Who I Am, su cuarto álbum, seguido cuatro años más tarde del disco Joyride.

## Discografía
- Caledonia (1998) Monster Music
- Everybody's Angel (2000) Roshan Records
- 7 Wishes (2002) Vanguard Records
- That's Who I Am (2006) Belfast Violet Records
- Joyride (2010) Belfast Violet Records